# Flesh and Fantasy
Flesh and Fantasy is een Amerikaanse anthologiefilm uit 1943 onder regie van Julien Duvivier. De film vertelt aan de hand van twee vertellers, onder wie Robert Benchley, drie bovennatuurlijke verhalen over het lot die zich afspelen in New Orleans, Londen en New York.

## Verhaal
Het eerste segment vertelt het verhaal van Henrietta, die tijdens de viering van Mardi Gras in New Orleans voor de zoveelste keer wordt gewezen op haar afzichtelijke verschijning. Ze overweegt om zelfmoord te plegen, maar wordt bij een kostuumwinkel gestopt door een oude bebaarde man. Hij biedt haar een realistisch masker aan, waarmee ze haar gezicht kan verhullen in dat van een beeldschone vrouw. Omdat ze geringe tijd verliefd is op student Michael, neemt ze dit aanbod aan. Michael wordt onmiddellijk verliefd op de jongedame, en kondigt aan zijn studie op te geven voor haar. Henrietta schrikt van dit drastisch aanbod en overtuigt hem om meer zelfverzekerd te zijn. Als de klokslag twaalf uur nadert en Henrietta haar masker moet terugkeren, weet Michael haar zover te krijgen haar masker af te doen, ondanks haar vele opmerkingen over haar lelijke verschijning. Bij het afdoen van haar masker blijkt dat Henrietta net zo beeldschoon is geworden als haar masker: haar uiterlijk is nu volgens de bebaarde man net zo mooi als haar innerlijk. Het koppel wordt verstoord door de eigenaar van de winkel; de bebaarde man bleek niet te bestaan, maar een masker te zijn.
In het tweede segment (gebaseerd op Oscar Wilde's Lord Arthur Savile's Crime and Other Stories) woont de Amerikaanse advocaat Marshall Tyler een diner bij van Lady Pamela Hardwick in Londen. Waarzegger Septimus Podgers leest de handpalmen van zijn gasten en laat iedereen schrikken als blijkt dat al zijn voorspellingen uitkomen. Zodra hij de handpalm van Tyler leest, schrikt Septimus en verlaat onmiddellijk het feest. Geschrokken reist Tyler de volgende dag naar Septimus en krijgt daar te horen dat hij dezelfde dag nog een moord zal begaan. Tyler raakt geobsedeerd door het idee van moord en kampt met duistere stemmen in zijn hoofd. Hij probeert Lady Hardwick te vergiftigen, maar komt later tot de ontdekking dat ze door natuurlijke redenen is overleden. Vervolgens probeert hij zonder succes de deken van Chichester te vermoorden. Teleurgesteld wandelt hij door de mistige straten van Londen en komt Septimus tegen. Septimus merkt op hoe Tyler in de ban is geraakt van zijn voorspelling en probeert zichzelf te beschermen door te beweren dat zijn voorspelling vals bleek te zijn. Tyler wil niet luisteren en wurgt de man en dumpt zijn lichaam in de Theems. Hij wordt betrapt door een politieagent, ondanks een vluchtpoging dat leidt naar een circus, en in hechtenis genomen.
Het derde segment speelt af in dit circus, waar koorddanser Paul Gaspar getuige is van Tylers arrestatie Hij heeft last van terugkerende nachtmerries waarin hij in zijn gevaarlijke act van het koord tot zijn dood valt. Terwijl hij op weg is van Londen naar New York, overweegt hij om zijn routine aan te passen. Aan boord van het schip ontmoet hij Joan Stanley, die sprekend lijkt op een van de vrouwen in het publiek in zijn droom. Het tweetal wordt op elkaar verliefd, maar hun geluk is van korte duur: zodra Joan wordt herkend als 'mejuffrouw Templeton', kondigt ze aan dat ze hem niet langer kan zien. Dezelfde nacht droomt Paul dat Joan bij aankomst in New York zal worden gearresteerd. Hij probeert haar te helpen, maar beiden komen veilig aan in New York. Opgelucht besluit hij Joan uit te nodigen voor zijn eerstvolgend circusoptreden. Hoewel Paul nieuwe triomfen haalt in zijn act, heeft Joan zichzelf inmiddels aangegeven bij de politie: ze blijkt een beruchte juwelendievegge te zijn.

## Rolverdeling
| Acteur             | Personage                   | Opmerkingen |
| ------------------ | --------------------------- | ----------- |
| Robert Benchley    | Doakes                      | Verteller   |
| David Hoffman      | Davis                       | Verteller   |
| Betty Field        | Henrietta                   | Segment 1   |
| Robert Cummings    | Michael                     | Segment 1   |
| Edgar Barrier      | Oude bebaarde man           | Segment 1   |
| Marjorie Lord      | Justine                     | Segment 1   |
| Edward G. Robinson | Marshall Tyler              | Segment 2   |
| Thomas Mitchell    | Septimus Podgers            | Segment 2   |
| Anna Lee           | Rowena                      | Segment 2   |
| Dame May Whitty    | Lady Pamela Hardwick        | Segment 2   |
| C. Aubrey Smith    | Deken van Chichester        | Segment 2   |
| Charles Boyer      | Paul Gaspar                 | Segment 3   |
| Barbara Stanwyck   | Joan Stanley/Miss Templeton | Segment 3   |
| Charles Winninger  | Koning Lamarr               | Segment 3   |
| Clarence Muse      | Jeff, Pauls assistent       | Segment 3   |
| Marcel Dalio       | de clown                    |             |

## Achtergrond
De film ging aanvankelijk in productie onder de werktitel For All We Know. Charles Boyer en Julien Duvivier kwamen in het voorjaar van 1942 tot een overeenstemming om de film te produceren voor Universal Pictures. Het was de eerste van twee films die Boyer zou maken voor Universal. Voor de film werd een sterrencast geaspireerd: onder andere Charles Laughton, Adolphe Menjou, Greta Garbo en Deanna Durbin werden - zonder succes - benaderd voor een rol. Boyer werd $125.000 dollar betaald om de film te produceren en erin te acteren; Barbara Stanwyck ontving $50.000 dollar voor haar bijdrage.
Voor de film werd een vierde segment opgenomen, die uiteindelijk uit de film is verwijderd. In dit segment vindt een ontsnapte crimineel (Alan Curtis) onderdak bij een boer (Frank Craven) en diens blinde dochter (Gloria Jean). Hoewel het testpubliek bijzonder enthousiast reageerde over dit segment, besloot de studio om hem uit de film te verwijderen. Een jaar later werd het segment alsnog uitgebracht als langspeelfilm Destiny (1944).
Flesh and Fantasy was de eerste Amerikaanse film die in het naoorlogse Duitsland werd vertoond.